# Луций Аний Италик Хонорат
Луций Аний Италик Хонорат (на латински: Lucius Annius Italicus Honoratus) e политик и сенатор на Римската империя през 3 век.
През 224 – 225 г. той е управител на провинция Долна Мизия.